# Moe Yukimaru
Moe Yukimaru (雪丸もえ?, Yukimaru Moe; prefettura di Ibaraki, 18 febbraio 1986) è una disegnatrice giapponese che realizza manga di genere Shōjo.

## Biografia
Vive a Ibaraki, dove è nata. Ha due fratelli più grandi di lei con i quali da piccola scambiava i manga. Ha cominciato a leggere la rivista Ribon sin dalle elementari.

## Carriera
Nel 2006 ha vinto il premio manga di Ribon, nello stesso anno debutta con il one shot Totteoki no Uta (sul numero di novembre), poi raccolta in SWEET16. Ha lavorato come assistente di Nana Haruta, infatti il suo stile, soprattutto nelle prime opere, ricorda parecchio quello di Nana Haruta. Negli ultimi anni però il suo tratto si è evoluto diventando più curato e personale; i suoi manga sono tutti molto dolci, si rivolgono a un pubblico molto giovane e parlano dei primi amori. Tutte le opere vengono serializzate sulla rivista Ribon della Shueisha.

## Opere
- Totteoki no Uta (とっておきのうた, one-shot, pubblicato sul numero di novembre 2006 su Ribon e raccolto nel volume di  SWEET16)
- Itoshī anata e (愛しいあなたへ one-shot, pubblicato sul numero di gennaio 2007 su Ribon e raccolto nel volume di SWEET16)
- Harumachi Platform (春待ちプラットホーム Harumachi purattohōmu, one-shot, pubblicato sul numero di aprile 2007 su Ribon e raccolto nel volume di SWEET16)
- Kira Kira Frozen (きらきらフローズン Kirakira furōzun, speciale one-shot di primavera, pubblicato nel 2007 su Ribon e raccolto nel volume di SWEET16)
- SWEET16 (one-shot, pubblicato sul numero di luglio 2007 su Ribon e raccolto nel volume di SWEET16)
- Ryuusei Astromance (流星アストロマンス Ryūsei asutoromansu, pubblicato dal numero di ottobre fino a quello di dicembre 2007 su Ribon e raccolto nel volume di Ryuusei Astromance composto da 5 capitoli)
- Katamichi 15 bu (片道15分, speciale one-shot di primavera, pubblicato sul numero nel 2008 su Ribon e raccolto nel volume di Ryuusei Astromance)
- Ao no kanata e (青の彼方へ, speciale one-shot di autunno, pubblicato nel 2008 su Ribon e raccolto nel volume di Ryuusei Astromance)
- Sugarless Kiss (シュガーレス・キス Shugāresu kisu, speciale one-shot della pausa invernale, pubblicato nel 2009 su Ribon e raccolto nel volume di Ai kara hajimaru)
- Ai kara hajimaru (アイからはじまる, pubblicato dal numero di luglio fino a quello di settembre 2009 e raccolto nel volume di Ai kara hajimaru composto da 5 capitoli)
- Tsunde Renjyou (ツンデ恋情, speciale one-shot dell'estate, pubblicato nel 2009 su Ribon e raccolto nel volume di Ai kara hajimaru)
- Hiyokoi (ひよ恋, pubblicato dal numero di dicembre 2009 fino a quello di dicembre 2014, in tutto con 14 volumi che sono stati distribuiti anche in Italia da Panini Comics)
- Kamisama nante dai kirai (神様なんて大キライ, speciale one-shot di primavera, pubblicato nel 2011 su Ribon e raccolto nel volume di Esoragoto.)
- Kimi no iru sekai (キミのいる世界, speciale one-shot, pubblicato nel 2014 su Ribon e raccolto nel volume di Esoragoto.)
- Esoragoto. (えそらごと。, pubblicato dal numero di marzo fino a quello di maggio 2015 su Ribon e raccolto nel volume di Esoragoto.)
- Suisai (吹彩―SUISAI―, attualmente in corso dal numero di settembre 2015 su Ribon)